# Georges Lech
Georges Lech (Montigny-en-Gohelle, 2 giugno 1954) è un ex calciatore francese, di ruolo attaccante.